# 우현주 (배우)
우현주(1970년 9월 25일 ~ )는 대한민국의 배우이다.

## 출연작

### 영화
- 《...한 후에》 (2001년)
- 《킬리만자로》 (2000년) - 해철 부인 역

### 드라마
- 《오늘도 참는 중입니다》 (2025년, 웹드라마) - 케이트 앙 역
- 《정숙한 세일즈》 (2024년, JTBC) - 조순애 역
- 《혼례대첩》 (2023년, KBS2) - 정 씨 부인 역
- 《아다마스》 (2022년, tvN) - 오 여사 역
- 《닥터 로이어》 (2022년, MBC) - 표은실 역
- 《하이클래스》 (2021년, tvN) - 도진설 역
- 《그놈이 그놈이다》 (2020년, KBS2) - 유교걸의 엄마 역
- 《미스터 기간제》 (2019년, OCN) - 전영혜 역
- 《라이브》 (2018년, tvN) - 정오의 어머니 역
- 《마을 - 아치아라의 비밀》 (2015년, SBS) - 최경순 역
- 《그들이 사는 세상》 (2008년, KBS2) - 카페 주인 역
- 《거짓말》 (1998년, KBS2)

### 연극
- 《곁에 있어도 혼자》
- 《14인 체홉》
- 《데블 인사이드》
- 《흑흑흑 희희희》
- 《프로즌》
- 《사회의 기둥들》
- 《은밀한 기쁨》
- 《터미널》
- 《왕은 죽어가다》
- 《14인 체홉》
- 《안티고네》
- 《벚꽃동산》
- 《죽은 남자의 핸드폰》
- 《인형의 가》
- 《갈매기》
- 《임대아파트》
- 《디너》
- 《울다가 웃으면》
- 《브람스를 좋아 하세요》
- 《썸걸즈》
- 《그 깊고 푸른바다》
- 《따라지의 향연》
- 《결혼 전야》
- 《택시드리벌》
- 《엄마는 오십에 바다를 발견했다》
- 《유리가면》

### 뮤지컬
- 《해롤드 & 모드》
- 《태양왕》